# Kaprijke
Kaprijke ist eine belgische Gemeinde im Norden der Region Flandern nahe der Grenze zu den Niederlanden. Die Gemeinde besteht aus dem Kernort und dem Ortsteil Lembeke.
Die Stadt Eeklo liegt 5 Kilometer südwestlich, Gent 20 km südlich, Brügge 28 km westlich, Antwerpen 45 km östlich und Brüssel 65 km südöstlich. 
An der Gemeinde führt die Schnellstraße N49 (Antwerpen – Knokke-Heist) vorbei. Die nächsten Autobahnabfahrten befinden sich bei Gent und Aalter an der A10/E 40. In Eeklo und Aalter  befinden sich die nächsten Regionalbahnhöfe und in Brügge und Gent halten auch überregionale Schnellzüge. Bei der Hauptstadt Brüssel gibt es einen internationalen Flughafen.

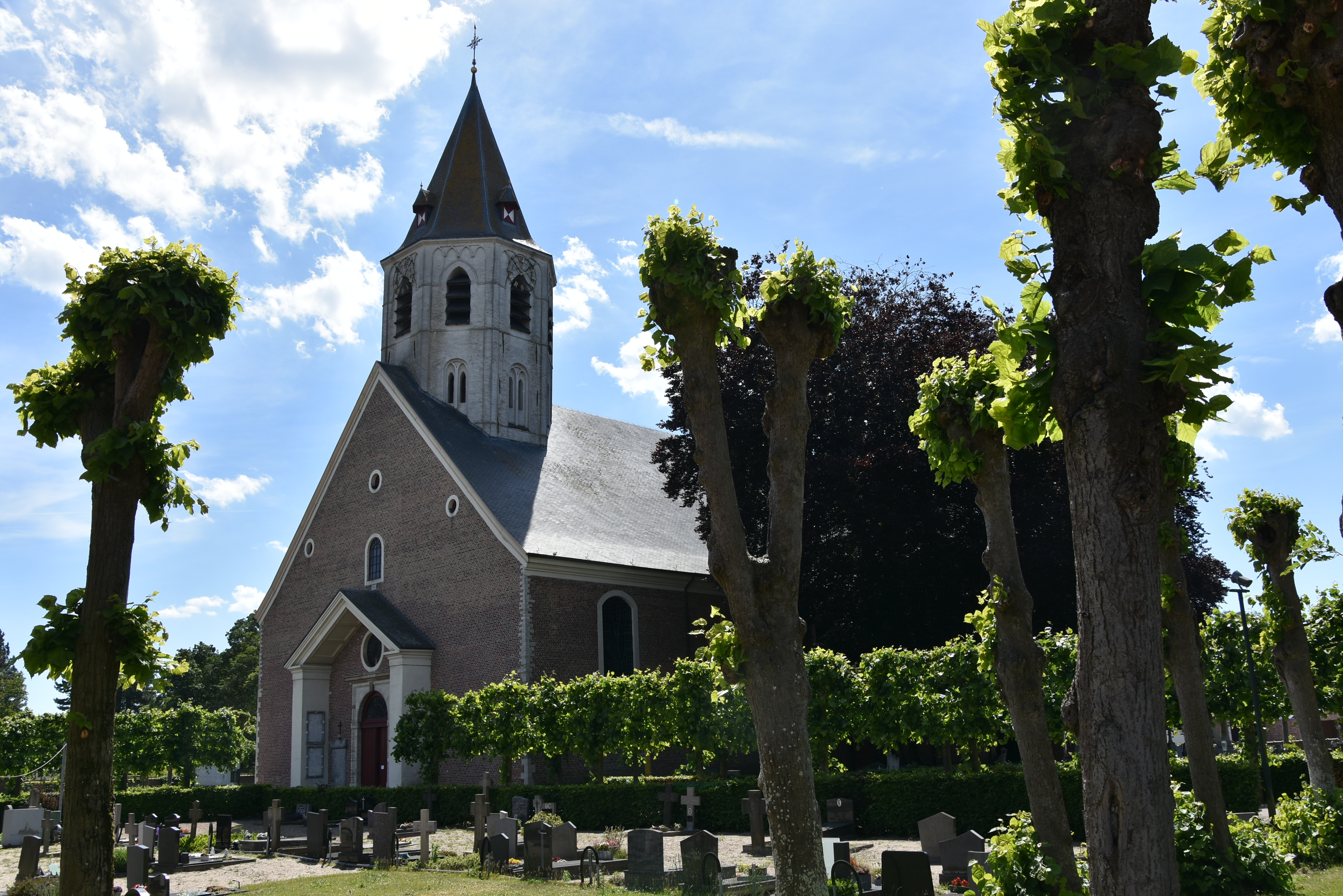
Kirche Onze Lieve Vrouw Hemelvaart in Kaprijke
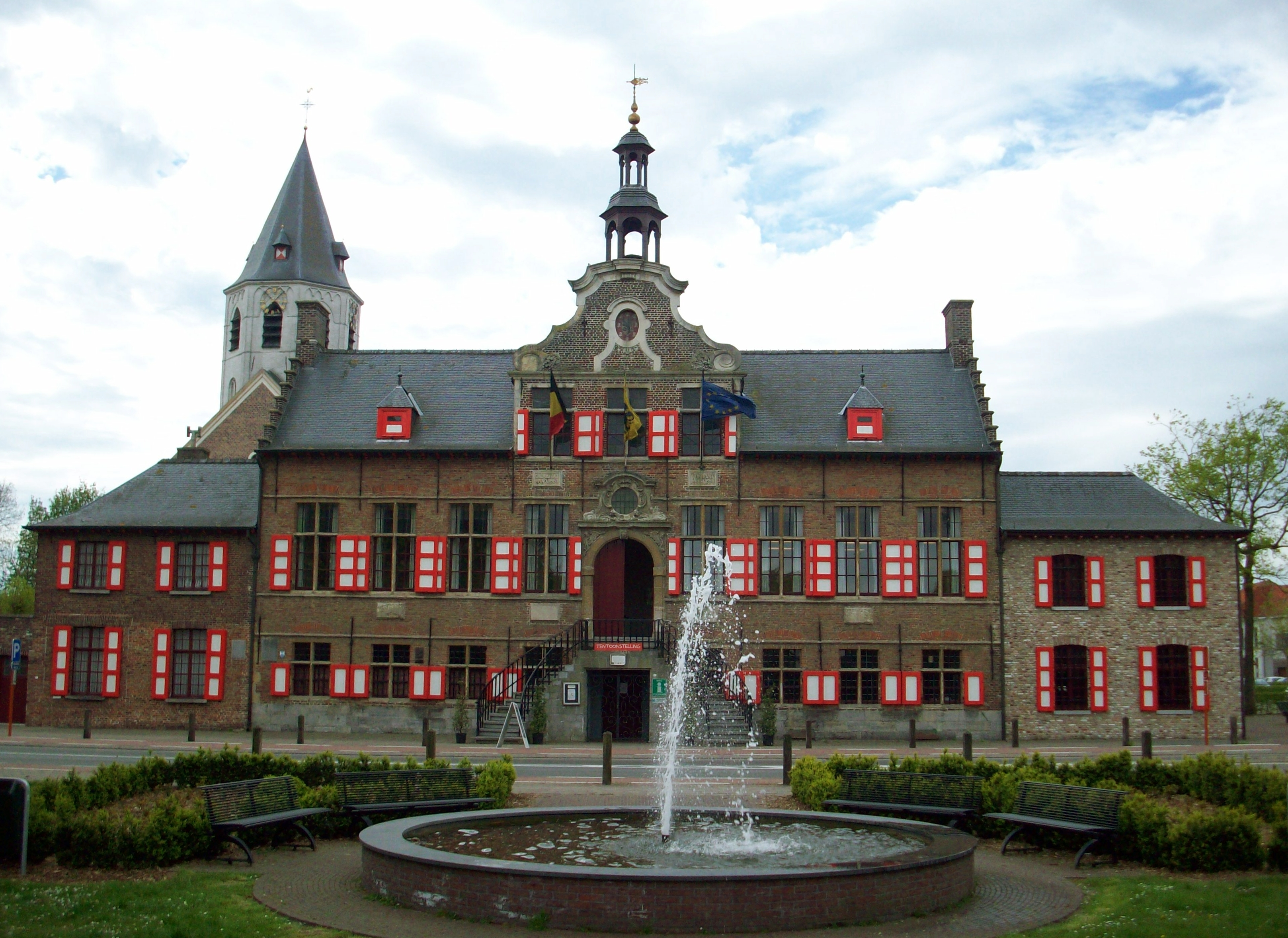
Rathaus in Kaprijke
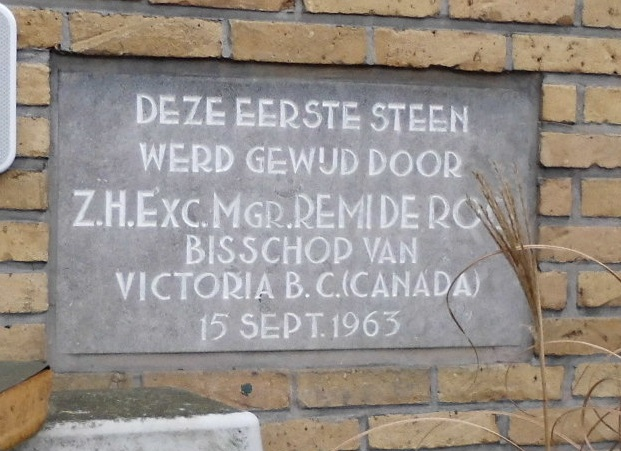
Gedenkstein Gemeindezentrum Sint-Egidius (Remi Joseph De Roo)

## Persönlichkeiten
- Hippoliet Van Peene (1811–1864), Arzt und Dramatiker
- Maurice Neyt (1928–2006), Radrennfahrer
- Björn Engels (* 1994), Fußballspieler

Sonstige
- Remi Joseph De Roo (1924–2022), Sohn einer kanadischen Einwandererfamilie aus Lembeke und römisch-katholischer Bischof von Victoria. Er war der letzte lebende Bischof, der an allen Sitzungsperioden des Zweiten Vatikanischen Konzils teilgenommen hatte.

## Wirtschaft
Das Unternehmen Lotus Bakeries hat ihren Sitz im Ortsteil Lembeke.